# Satz von Sylvester (Geometrie)

Summe drei gleich langer Vektoren

Der Satz von Sylvester  (auch Formel von Sylvester, benannt nach James Joseph Sylvester) beschreibt eine geometrische Deutung der Summe dreier paarweise verschiedener aber gleich langer Vektoren. Als Aufgabenstellung formuliert wird er in der Literatur auch als Problem von Sylvester oder Dreiecksaufgabe von Sylvester bezeichnet.

## Aussage
Trägt man drei gleich lange und paarweise verschiedene Vektoren {\displaystyle {\vec {u}}}, {\displaystyle {\vec {v}}} und {\displaystyle {\vec {w}}} von einem gemeinsamen Punkt {\displaystyle O} ab und erhält so drei Punkte  {\displaystyle A}, {\displaystyle B} und  {\displaystyle C}, so entspricht der Verbindungsvektor von {\displaystyle {\overrightarrow {OH}}} vom Punkt {\displaystyle O} zum Höhenschnittpunkt {\displaystyle H} des Dreiecks  {\displaystyle \triangle ABC} der Summe der drei Vektoren, also:
{\displaystyle {\overrightarrow {OH}}={\vec {u}}+{\vec {v}}+{\vec {w}}}
Aufgrund der Konstruktion des Dreiecks  {\displaystyle \triangle ABC} ist der Punkt {\displaystyle O} der Mittelpunkt des zugehörigen Umkreises, daher liegen die Punkte  {\displaystyle O} und  {\displaystyle H} auf der Euler-Geraden und es besteht mit dem Schwerpunkt {\displaystyle S} des Dreiecks die folgende Beziehung:
{\displaystyle {\overrightarrow {OH}}=3\cdot {\overrightarrow {OS}}}

## Verallgemeinerung

Summe dreier Vektoren

Verzichtet man auf die gleiche Länge der Vektoren und betrachtet drei beliebige paarweise verschiedene Vektoren, so ist obige Beziehung nicht mehr erfüllt, aber es gilt weiterhin die Beziehung zum Schwerpunkt, das heißt:
{\displaystyle 3\cdot {\overrightarrow {OS}}={\vec {u}}+{\vec {v}}+{\vec {w}}}
Dies folgt direkt aus der Schwerpunktsdefinition für Punkte im {\displaystyle \mathbb {R} ^{n}} und der Tatsache, dass im Fall {\displaystyle n=3}, also des Dreiecks, der Schwerpunkt der Ecken des Dreiecke mit dem Flächenschwerpunkt des Dreiecks übereinstimmen, Dementsprechend gilt allgemeiner die auch für {\displaystyle n} paarweise verschiedene Vektoren in der Ebene, die von einem gemeinsamen Punkt {\displaystyle O} abgetragen werden:
{\displaystyle n\cdot {\overrightarrow {OS}}=\sum _{i=1}^{n}v_{i}}
Hierbei ist {\displaystyle S} dann der Schwerpunkt der Ecken des von den Vektoren aufgespannten Polygons. Man beachte dabei, dass bei einem beliebigen Polygon der Schwerpunkt seiner Ecken nicht mit seinem Flächenschwerpunkt übereinstimmen muss.